# Johann Friedrich von Pommer Esche
Johann Friedrich Pommer Esche, seit 1813 von Pommer Esche, (* 10. Februar 1803 in Stralsund; † 18. April 1870 in Berlin) war ein preußischer Beamter. Zuletzt war er Generalsteuerdirektor.

## Leben
Sein Vater war schwedischer Regierungsrat, der 1813 in den schwedischen Adelsstand erhoben wurde. Einer seiner Brüder war Adolf von Pommer Esche.
Er besuchte das Gymnasium Stralsund und studierte zwischen 1822 und 1826 Rechtswissenschaften in Göttingen und Berlin. Danach trat er als Auskultator in den preußischen Justizdienst ein und absolvierte den üblichen Vorbereitungsdienst. Auf Betreiben von Christian Peter Wilhelm Beuth wechselte er 1831 in den Verwaltungsdienst. Anfangs bei der Regierung in Frankfurt an der Oder beschäftigt wechselte er schon bald zur Provinzialsteuerdirektion der Provinz Schlesien nach Breslau. Im Jahr 1832 wurde er zum Regierungsassessor und 1833 zum Regierungsrat ernannt. Ein Jahr später wurde er Justiziar der Regierung in Stettin. 1834 wechselte er als Hilfsarbeiter ins Finanzministerium. Bereits 1836 erfolgte die Ernennung zum geheimen Finanz- und Vortragenden Rat. Dem folgte 1839 die Ernennung zum geheimen Oberfinanzrat.
Pommer Esche war 1842 Bevollmächtigter bei der Rheinschifffahrts-Centralkommission. Im Jahr 1847 war er Ministerialbevollmächtigter beim Ersten Vereinigten Landtag. Im Jahr 1849 wurde er Generalsteuerdirektor.
In diesem Amt spielte er eine bedeutende Rolle bei der Fortentwicklung des Deutschen Zollvereins. Er war stark am Zustandekommen der Verträge Preußens mit dem Königreich Hannover (1851), dem Großherzogtum Oldenburg (1852), Österreich (1853) sowie in Nachfolge des Cobden-Vertrages mit Frankreich (1862), Belgien (1865) und Großbritannien (1865) beteiligt.
Bereits 1854 wurde Pommer Esche für seine Verdienste um die internationalen Zollverträge zum Wirklichen Geheimen Oberfinanzrat und Mitglied des Staatsrates ernannt. Im Jahr 1857 wurde er zum Mitglied einer Kommission des Staatsrates ernannt, die grundsätzliche Entscheidungen der Finanzverwaltung für die Entscheidung des Königs vorbereitete. Im Jahr 1865 wurde Pommer-Esche zum Wirklichen Geheimen Rat ernannt.
Nach der Annexion neuer Provinzen 1866 war er mit der Angleichung der dortigen Steuerverwaltung beschäftigt. Gleichzeitig war er Bevollmächtigter beim Bundesrat des Norddeutschen Bundes. Auch im Bundesrat des Zollvereins war er tätig. Von ihm stammt der Entwurf des Vereinszollgesetzes von 1869.
Er war verheiratet mit Flora, geb. Picht (1812–1900), einer Tochter des Gingster Pfarrers Adolph Wilhelm Picht. Sie war in Berlin Gastgeberin eines Salons.
Johann Friedrich von Pommer Esche starb 1870 im Alter von 67 Jahren in Berlin. Beigesetzt wurde er auf dem Friedhof der Dorotheenstädtischen und Friedrichswerderschen Gemeinden an der Chausseestraße. Das Grab ist nicht erhalten.

## Auszeichnungen
- Roter Adlerorden, 1. Klasse (16. Januar 1867)[3]